# ابوزید بلخی
ابوزید احمد بن سهل بلخی (در حدود ۳۲۲ قمری) جغرافی‌دان، ریاضی‌دان و متکلم و فیلسوف در سده‌های سوم و چهارم هجری بوده و از پیروان فرقهٔ امامیه بوده است. وی در اوایل جوانی (زیر بیست سالگی) محضر کندی را درک کرده‌است و در علوم گوناگون دست داشته و در مباحث روش فیلسوفانه پیش گرفته بود. تألیفات او در فلسفه بیشتر به بحث کلامی اختصاص داشت و اهمیت او بیشتر در این است که حکمت و شریعت را جمع و آن دو را به یکدیگر نزدیک کرده بود.
ابوزید بلخی را جاحظ خراسان و بلکه برتر از او دانسته‌اند و به روایت ابوحیان توحیدی، که ابوزید را سید مشرقیان در انواع حکمت شمرده‌ است، او معتقد به هماهنگی بین فلسفه و شریعت بوده است و به دستور امیر خراسان شریعت را شفیع فلسفه معرفی کرد و بدین ترتیب در نشر فلسفه کوشید. وی از کسانی بود که به کروی بودن زمین پی برد و گفت: «آنچه ما به صورت گردش ستارگان می‌بینیم، در واقع گردش زمین است»
او را به الحاد متهم کردند و ابوالقاسم بلخی دربارهٔ او گفته بود که ابوزید مظلوم است و من او را از دیگران بهتر می‌شناسم و اتهامات او به جهت دانش او به منطق است، در حالی که ما هر دو منطق خواندیم و بحمدالله ملحد نشدیم (ابن ندیم، ۱۵۳). از جمله کتاب‌های او اثری به نام اجوبه ابی‌القاسم الکعبی است (یاقوت، ادبا، ۳/۶۷) که ظاهراً در پاسخ سؤالات ابوالقاسم بلخی از او بوده است.
ابونصر بلخی نیز برضد اتهام او به الحاد گواهی داده‌است و ابوزید را موحد دانسته و گفته است:
«او در منطق دستی پیدا کرد و من و او با هم منطق خواندیم و خدارا شکر که ما منطق آموختیم اما ملحد نشدیم»
دربارهٔ مذهب او اختلاف است. برخی گفته ند مدتی بر مذهب امامیه بود و سپس از آن برگشت و برخی دیگر او را زیدیه دانسته‌اند. به هر رو، تکفیر او مؤید این احتمال است که ظاهراً شیعی مذهب بوده و اتهام کفر به سبب تعصبات مذهبی مخالفان بوده است. او در موضوعات متنوعی قلم زده‌است و ابن ندیم در الفهرست ۴۳ کتاب از او نام برده است.

## پیشینه
ابوزید احمد بن سهل بلخی در شامستیان بلخ (از رستاق غربنکی از جمله دوازده نهر بلخ) زاده شد، در ۹۳۴ میلادی درگذشت. پدر او از مردم سیستان و معلم صبیان در روستای شامستیان بود.
تخصص ابوزید در فلسفه و علم کلام بود. وی کتاب‌های معتبری در این دو موضوع و همچنین در علوم دیگر مانند ستاره‌شناسی و جغرافی داشت.
از آثار متعددی که در الفهرست به نام او ثبت شده دو کتاب فضیلة علوم‌الریاضیات، و کتاب اختیارت‌السیر معروف تر است، صورالاقالیم او بیشتر شامل نقشه‌های جغرافیایی بود.
البدء والتاریخ که قبلاً بدو نسبت داده می‌شد، در واقع در ۹۶۶ میلادی به وسیلهٔ مطهربن‌طاهر مقدسی تألیف شده‌است.

## آثار او
- صورالاقالیم اولین کتاب جغرافی دنیای اسلام به سبک یونانیان
- مصالح الابدان و النفوس[۶]
- فضایل مکه
- عصمة الانبیاء
- نظم القرآن
- بیان أن سورة الحمد تنوب عن جمیع القرآن
- گواه ایمان